# Two Hearts Beat as One
Two Hearts Beat as One – piosenka rockowej grupy U2, pochodząca z jej wydanego w 1983 roku albumu, War. Została wydana jako trzeci singel promujący tę płytę, jednak była dostępna wyłącznie w Stanach Zjednoczonych, Wielkiej Brytanii i Australii, w przeciwieństwie do „Sunday Bloody Sunday”, wydanego w tym samym czasie, z tym, że tylko w Europie. Obydwa single dostępne były w Japonii.
Do piosenki został stworzony teledysk. Został on nakręcony w Montmartre, w Paryżu.

## Lista utworów

### Wersja 1
1. „Two Hearts Beat as One” – 3:52
2. „Endless Deep” – 2:58

Najpopularniejsze wydanie na 7".

### Wersja 2
1. „Two Hearts Beat as One” (wersja albumowa) – 4:02
2. „Two Hearts Beat as One” (Import Mix) – 3:42

Wydanie na 7", dostępne we Francji.

## Pozycje
| Kraj/Lista (1983)                          | Pozycja |
| ------------------------------------------ | ------- |
| Stany Zjednoczone (Mainstream Rock Tracks) | 12      |
| Wielka Brytania (UK Singles Chart)         | 18      |